# Cantón de Salins-les-Bains
El cantón de Salins-les-Bains era una división administrativa francesa, que estaba situada en el departamento de Jura y la región de Franco Condado.

## Composición
El cantón estaba formado por veintidós comunas:
- Abergement-lès-Thésy
- Aiglepierre
- Aresches
- Bracon
- Cernans
- La Chapelle-sur-Furieuse
- Chaux-Champagny
- Chilly-sur-Salins
- Clucy
- Dournon
- Geraise
- Ivory
- Ivrey
- Lemuy
- Marnoz
- Montmarlon
- Pont-d'Héry
- Pretin
- Saint-Thiébaud
- Saizenay
- Salins-les-Bains
- Thésy

## Supresión del cantón de Salins-les-Bains
En aplicación del Decreto n.º 2014-165 de 17 de febrero de 2014, el cantón de Salins-les-Bains fue suprimido el 22 de marzo de 2015 y sus 22 comunas pasaron a formar parte del nuevo cantón de Arbois.